# Бабаев, Николай Архипович
Никола́й Архи́пович Баба́ев (28 февраля 1924, Усть-Сумы, Ново-Николаевская губерния — 13 августа 1984, Новосибирск) — советский воин-танкист, участник Великой Отечественной войны, Герой Советского Союза (27.06.1945). Гвардии старший сержант.

## Биография
Николай Бабаев родился 28 февраля 1924 года в селе Усть-Сумы Суминской волости Каргатского уезда Ново-Николаевской губернии (ныне — Каргатский район Новосибирской области) в крестьянской семье. После окончания семи классов средней школы работал в колхозе, позднее переехал в Новосибирск, где работал на механическом заводе № 386.
В январе 1942 года Бабаев был призван на службу в Рабоче-крестьянскую Красную Армию Дзержинским районным военным комиссариатом города Новосибирска. В течение полугода обучался в запасной воинской части. С августа 1942 года — на фронтах Великой Отечественной войны. За участие в боях с немецкими войсками был награждён тремя орденами.
Командир бронетранспортёра роты управления 53-й гвардейской танковой бригады 6-го гвардейского танкового корпуса 3-й гвардейской танковой армии 1-го Украинского фронта гвардии старший сержант Николай Бабаев особенно отличился во время Верхне-Силезской и Нижне-Силезской наступательных операций в феврале-марте 1945 года. В феврале 1945 года два БТР, одним из которых командовал Бабаев, прорвались в город Мадлау, рассеяв его гарнизон и уничтожив более 20 немецких солдат и офицеров. Выйдя из города, бронетранспортёры перехватили на одной из дорог обоз противника, уничтожив много автомашин и повозок, а также нанеся большие потери сопровождению обоза. В том же рейде экипажи бронетранспортёров повредили железную дорогу и, вынудив тем самым остановиться немецкий эшелон. Огнём из пулемётов Бабаев уничтожил пытавшихся разбежаться немецких солдат в то время, как его товарищи подожгли эшелон.
В следующем рейде в районе деревни Ротвассер Бабаев уничтожил в бою около 30 солдат противника и взял в плен немецкого офицера. В ходе рейда у городка Наумбург группа Бабаева захватила в плен двух немецких офицеров связи, которые рассказали разведчикам, что в Наумбурге располагается штаб соединения СС. Скрытно проникнув в Наумбург, Бабаев со своими подчинёнными уничтожил двух немецких часовых и, прорвавшись в штаб, захватил ценные документы и взял в плен несколько офицеров. Оторвавшись от погони, Бабаев доставил пленных и документы в штаб бригады, что впоследствии обеспечило успешные боевые действия советским танковым соединениям.
7 марта 1945 года с боем танкисты во главе с Бабаевым захватили господствующую высоту и удержали её до подхода советских подразделений. В ходе этого боя была отражена контратака превосходящих сил противника. Бабаев лично уничтожил 2 немецких танка и уничтожил несколько десятков солдат и офицеров противника.
За образцовое выполнение боевых заданий командования мужество на фронте борьбы с немецкими захватчиками и проявленные при этом отвагу и геройство Указом Президиума Верховного Совета СССР от 27 июня 1945 года гвардии старшему сержанту Николаю Архиповичу Бабаеву присвоено звание Героя Советского Союза с вручением ордена Ленина и медали «Золотая Звезда» за номером 8032.
Столь же отважно действовал и в Берлинской наступательной операции, за отличия в которой награждён орденом Отечественной войны.
В 1946 году старший сержант Н. А. Бабаев был демобилизован. Проживал в посёлке городского типа Пашино (в 1997 году включен в состав Новосибирска). В 1947 году вступил в ВКП(б), окончил партшколу. Работал на механическом заводе «Искра» в Новосибирске.
Умер 13 августа 1984 года. Похоронен на Северном (Пашинском) кладбище в Новосибирске.

## Награды
Награждён:
- Герой Советского Союза (27.06.1945)
- Орден Ленина (27.06.1945)
- Орден Отечественной войны 2-й степени (18.05.1945)
- Орден Красной Звезды (22.04.1944)
- Орден Славы 3-й степени (10.03.1945)
- Ряд медалей[1]

## Память
- В центральном парке Каргата на аллее Славы установлен бюст Героя Советского Союза Бабаева Н. А[2].
- В Новосибирске именем Героя названа улица.
- В посёлке Пашино (ныне в черте Новосибирска) на доме, в котором жил Герой, установлена мемориальная доска[3].